# Winsome Cripps
Winsome Cripps (mariée Dennis, née le 9 février 1931 et morte le 30 mai 1997) est une athlète australienne, spécialiste des épreuves de sprint.

## Biographie
Elle se classe quatrième du 100 mètres des Jeux olympiques de 1952, à Helsinki, terminant dans le même temps (11 s 9) que sa compatriote Shirley Strickland, médaillée de bronze, et se classe également quatrième de l'épreuve du 200 m, finissant également dans le même temps que la médaillée de bronze, la Soviétique Nadezhda Khnykina. Lors des séries du relais 4 × 100 mètres, elle établit un nouveau record du monde en 46 s 1 aux côtés de Marjorie Jackson, Verna Johnston et Shirley Strickland, l'équipe d'Australie prenant finalement la 5e place de la finale.
Lors des Jeux de l'Empire britannique et du Commonwealth de 1954, Winsome Cripps remporte la médaille d'argent du 100 yards et du 200 yards, devancée une nouvelle fois par Marjorie Jackson. Elle s'adjuge néanmoins la médaille d'or au titre du relais 4 × 110 yards.
Elle prend sa retraite sportive après les Jeux olympiques d'été de 1956.